# Josef Rickmann
Josef Rickmann (* 24. April 1920) ist ein ehemaliger deutscher Fußballspieler.

## Karriere
Rickmann spielte von 1948 bis 1957 für Preußen Münster in der Oberliga West, in einer von fünf Staffeln als höchste deutsche Spielklasse und bestritt als Mittelfeldspieler 111 Punktspiele, in denen ihm ein Tor gelang.
Seine Premierensaison war zugleich die seines Vereins, der zuvor aus der zweitklassigen Landesliga Westfalen, über den Sieg in der Gruppe 2 und dem Sieg um die Westfalenmeisterschaft gegen den SuS 13 Recklinghausen in die Oberliga West aufgestiegen war. Als Neuling – neben Rot-Weiss Essen und Rhenania Würselen – konnte die Klasse gehalten werden, und das als Viertplatzierter von 13 Mannschaften. Sein Debüt gab er am 12. September 1948 (1. Spieltag) beim 1:0-Sieg im Heimspiel gegen Fortuna Düsseldorf, sein einziges Oberligator erzielte er am 17. April 1955 (28. Spieltag) beim 4:0-Sieg über Borussia M.gladbach mit dem Treffer zum 2:0 in der 65. Minute. Als Zweitplatzierter der Saison 1950/51 nur einen Punkt hinter dem Meister der Oberliga West, FC Schalke 04, war er mit seiner Mannschaft – und diese auch – das einzige Mal als Teilnehmer an der Endrunde um die Deutsche Meisterschaft qualifiziert.
In der Endrunde, die in zwei Gruppen zu jeweils vier Mannschaften ausgetragen wurde, und deren Gruppensieger das Finale bestritten, kam er viermal zum Einsatz. Er bestritt das erste und die letzten beiden Spiele der Gruppe 2, die er mit seiner Mannschaft als Sieger abschloss und somit das Finale erreichte.
Das am 30. Juni 1951 im Berliner Olympiastadion gegen den 1. FC Kaiserslautern ausgetragene Finale wurde trotz der 1:0-Führung durch Felix Gerritzen in der 47. Minute noch mit 1:2 durch die beiden von Ottmar Walter in der 61. und 74. Minute erzielten Tore verloren; es ist der bis heute größte sportliche Erfolg, den eine Mannschaft von Preußen Münster erzielte.

## Erfolge
- Zweiter der Deutschen Meisterschaft 1951